# Кармашков, Артур Владиславович
Артур Владиславович Кармашков (Пустой шаблон {{ВД-Преамбула}} ) — российский хоккеист, защитник.

## Биография
Воспитанник хабаровского «Амура». В сезонах 2015/16 — 2017/18 играл за команду МХЛ «Амурские тигры». В сезоне 2017/18 дебютировал в КХЛ, проведя один матч за «Адмирал», в следующем сезоне сыграл 38 матчей в КХЛ за «Амур» и 14 — за «Тайфун» в МХЛ. В сезоне-2019/20 выступал в ВХЛ за «Динамо» Тверь и «Торпедо-Горький». В сезоне-2020/21 играл в низших лигах Чехии за клубы «Драци» Билина и «Тргачи» Кадань, после чего завершил профессиональную карьеру.